# 羅繼然
羅繼然（約1936年—1989年4月28日），臺灣籃球運動員。他曾代表中華民國參加1958年亞洲運動會、1959年世界籃球錦標賽等國際賽事。後因肝衰竭病逝，享年53歲。

## 外部連結
- 羅繼然在fiba.basketball（英语）
- 羅繼然在archive.fiba.com（archived）（英语）
- 羅繼然在archive.fiba.com（archived）（英语）